# Crotalaria stenothyrsa
Crotalaria stenothyrsa är en ärtväxtart som beskrevs av Paul Hermann Wilhelm Taubert. Crotalaria stenothyrsa ingår i släktet sunnhampor, och familjen ärtväxter. Inga underarter finns listade i Catalogue of Life.